# COTEL
La Cooperativa de Telecomunicaciones de La Paz R.L. (abreviado COTEL) es una cooperativa de telecomunicaciones de la ciudad de La Paz, en Bolivia. La compañía incluye servicios de Internet, teléfono y televisión por cable.

## Historia
Los inicios de la empresa se remontan a inicios del siglo XX, cuando un grupo de ciudadanos paceños, aprovechando los avances tecnológicos de la época, decidieron dotar a la Sede de Gobierno de Bolivia de una empresa de comunicaciones. Sin embargo, la empresa no pudo iniciar en esa época.
Fue hasta tres décadas después, en 1937, cuando al ser aprobado el Decreto de Ley que permitía teléfonos automáticos en la ciudad de La Paz por el presidente Germán Busch. Estos no podían aún ser controlados por empresas independientes, sino por el Consejo de Administración de la Telefonía. 
Cuatro años después, el 14 de abril de 1941, ya con la posibilidad de empresas independientes, Vicente Burgaleta fundó la empresa de Teléfonos Automáticos de La Paz Sociedad Anónima (TASA), que empezó sus funciones con aproximadamente 2000 líneas telefónicas.
El 29 de agosto de 1985, se cambió toda la organización de TASA, convirtiéndola en COTEL. 
En la década de 1990. una serie de desaciertos en la administración pusieron a COTEL al borde de la quiebra. Para el año 1997, la empresa se había recuperado. En 1995, la nueva Ley de Telecomunicaciones dio un plazo de seis años de exclusividad de líneas telefónicas a COTEL para mejorar y modernizar el servicio telefónico de la ciudad. 
En 2003, COTEL, para ponerse al nivel de sus competidores, lanzó su servicio de Internet Dial-Up. En junio de ese mismo año, COTEL inicia su servicio de telefonía de larga distancia nacional e internacional, otorgándole el prefijo 16 (llamado Código 16).  Posteriormente en 2005, lanza el servicio de Internet ADSL. Así mismo, se puso en servicio la RedCotel, que permitía un servicio de Internet más amplio, abarcando mayores zonas. En ese mismo año y al igual que su competencia, COTEL pone en las calles los «Punto Cotel», pequeños establecimientos, con cabinas, donde (usando el Código 16) se pueden hacer llamadas de larga y corta distancia, ya sean nacionales o internacionales. A partir de febrero de 2006, COTEL inicia el servicio de televisión por cable bajo la marca CotelTV, con una oferta inicial de 75 canales. En inicios de 2007, la empresa COTEL compra la cableoperadora Supercanal. Finalmente, en junio de 2007, CotelTV y Supercanal se fusionan para crear una sola compañía de cable con aproximadamente 95 canales.
En agosto de 2013, la Intervención del Gobierno declaró públicamente que la Cooperativa de Telecomunicaciones de La Paz se encontraba en quiebra técnica. 
Luego de elecciones democráticas, COTEL fue rescatada de la quiebra en una gestión que duró desde diciembre de 2013, hasta noviembre de 2016.

## Servicios
- Telefonía Cotel.- Servicio de telefonía digital de corta y larga distancia, también llamado Cotel 16 (debido al Código 16).
- RedCotel.- Servicio de Internet vía ADSL con cablemodem y Dial-Up.
- Cotel Tv.- Servicio de televisión por cable.